# Audi RS4
Der Audi RS4 war das leistungsstärkste Modell der Audi-Modellreihe A4.
Der erste RS4 erschien Ende 1999 als Nachfolger des Audi RS2 und wurde bis Herbst 2001 hergestellt. Er wurde im Gegensatz zum Vorgänger RS2 aber von der quattro GmbH, einem Tochterunternehmen von Audi in Neckarsulm produziert. Dieser hatte einen 2,7-Liter-Bi-Turbo-V6-Motor mit 280 kW (380 PS).
Die zweite im Sommer 2005 erschienene Generation war mit einem 4,2-l-V8-Hochdrehzahlmotor mit 309 kW (420 PS) ohne Turbolader ausgestattet.
Die dritte Generation war von Frühjahr 2012 bis Mitte 2015 bestellbar und besitzt wie die zweite Generation einen V8-Hochdrehzahlmotor mit 4,2 Liter Hubraum, der 331 kW (450 PS) leistet.
Auf der IAA im September 2017 wurde die vierte Generation präsentiert, die ab 2018 ausgeliefert wurde.

## RS4 B5 (1999–2001)

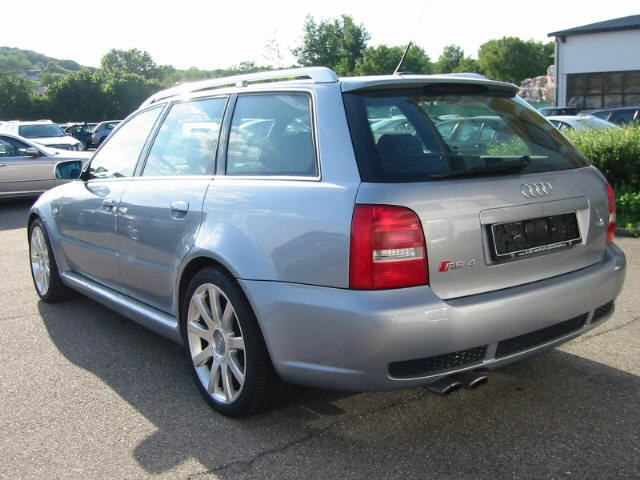
Heckansicht

Im September 1999 stellte Audi den RS4 als Nachfolger des RS2 vor, der von Frühjahr 1994 bis Sommer 1995 in Zusammenarbeit mit Porsche entstanden war.
Im Gegensatz zu seinem Vorgänger war der RS4 allerdings ein Produkt der 100-prozentigen Audi-Tochter quattro GmbH, die seit Ende der 1990er-Jahre für die Audi-Sportmodelle verantwortlich ist. Der Wagen war wie sein Vorgänger nur als Avant (Kombi) erhältlich und basierte auf dem A4 der B5-Baureihe. Das nur in Europa erhältliche Fahrzeug wurde ab Ende 1999 zum Basispreis von damals ca. 127.000 DM angeboten.
Die Produktion des ersten RS4 endete im September 2001 nach 6030 Exemplaren. Geplant waren zunächst nur halb so viele, jedoch war die Nachfrage so hoch, dass Audi die Produktion verdoppelte. Die letzten Fahrzeuge wurden als Fahrzeuge des Modelljahres 2002 registriert.

### Motor
Für die RS-Version wurde der 2,7-l-V6-Motor des S4 (B5) von Cosworth modifiziert, da Cosworth zu dem Zeitpunkt zur Volkswagen-Gruppe gehörte. Es wurden unter anderem vergrößerte Turbolader und Ladeluftkühler, überarbeitete Zylinderköpfe, eine neue Abgasanlage sowie ein geändertes Motormanagement verwendet. Durch diese Modifikationen stiegen die Leistung des S4 (B5) von ursprünglich 195 kW (265 PS) auf 280 kW (381 PS) und das Drehmoment von 400 Nm bei 1850 min−1 auf 440 Nm bei 2500–6000 min−1.

### Antrieb
Wie auch sein Vorgänger war der RS4 mit einem Sechsgang-Schaltgetriebe und permanentem Allradantrieb (quattro) ausgestattet. Trotz des relativ hohen Leergewichts von 1620 kg beschleunigt das Fahrzeug in nur 4,9 Sekunden von 0 auf 100 km/h.

### Ausstattung
Gegenüber den normalen A4-Modellen unterscheidet sich der RS4 B5 durch folgende Merkmale:
- Kombiinstrument mit geänderten Skalen (schwarze Ziffernblätter, weiße Skala/rote Zeiger, Geschwindigkeitsanzeige bis 310 km/h)
- Recaro-Sportsitze mit RS4-Schriftzug
- Weitere RS4-Schriftzüge im Innenraum (Einstiegsleiste, Lederlenkrad, Kombiinstrument)
- Geänderte Front- und Heckstoßstange (u. a. mit zusätzlichen Luftauslässen und Wabengitter)
- Verbreiterte Kotflügel und Seitenschweller
- Entfall der Türstoßleisten
- Außenspiegelgehäuse aus matt eloxiertem Aluminium
- Fensterrahmenzierleisten, Dachreling und Kühlergrillumrandung in mattem Aluminium oder schwarz glänzend.
- Doppelflutiger Endschalldämpfer links mit zwei ovalen Endrohren

### Technische Daten
| Modell                                                            | RS4 Avant                 |
| ----------------------------------------------------------------- | ------------------------- |
| Motorbauart                                                       | Sechszylinder-V-Motor     |
| Motoraufladung                                                    | Biturbo-Aufladung         |
| Motorkennbuchstabe                                                | ASJ / AZR                 |
| Hubraum                                                           | 2671 cm³                  |
| Bohrung × Hub                                                     | 81,0 mm × 86,4 mm         |
| Verdichtung                                                       | 9 : 1                     |
| Ventile                                                           | 30                        |
| max. Leistung bei min−1                                           | 280 kW (381 PS)/6100–7000 |
| max. Drehmoment bei min−1                                         | 440 Nm/2500–6000          |
| Beschleunigung, 0–100 km/h                                        | 4,9 s                     |
| Beschleunigung, 0–200 km/h                                        | 17,0 s                    |
| Höchstgeschwindigkeit (km/h)                                      | 250 (1)                   |
| Kraftstoffverbrauch (nach EWG-Richtlinie, kombiniert in l/100 km) | 12,0 Super Plus           |
| CO2-Emission, kombiniert                                          | 288 g/km                  |
| Leergewicht                                                       | 1620 kg                   |

Quelle:

## RS4 B7 (2005–2009)
Nach einer vierjährigen Abstinenz nach der ersten Generation des RS4 stellte Audi im Sommer 2005 den neuen RS4 mit 4,2-Liter-V8 und 309 kW (420 PS) auf Basis der B7-Baureihe vor. Mitte 2006 wurden sowohl der Avant (Kombi) als auch das Cabriolet nachgereicht.
Die Kaufpreise begannen für die Limousine bei 71.700 und für den Avant bei 73.350 Euro, während das Cabriolet ab 85.050 Euro erhältlich (Stand: Oktober 2007) war.
Die Produktion von Limousine und Avant endete im Herbst 2008, während das letzte der bei Karmann in Rheine gefertigten Cabrios im Februar 2009 vom Band lief. Insgesamt wurden während der vierjährigen Bauzeit des RS4-Modells 14.368 Fahrzeuge produziert. Davon sind 7657 Limousinen (53 %), 5204 Kombis (36 %) und 1507 Cabriolets (11 %).

### Ausstattung
Gegenüber den normalen A4-Modellen unterscheidet sich die RS-Version durch ein leicht geändertes Interieur wie zum Beispiel:
- Tachoinstrument mit geänderten Skalen sowie digitaler Öltemperaturanzeige
- abgeflachtes Lenkrad, teilweise in Aluminiumglanz
- Pedalauflagen und Fußstütze aus rostfreiem Stahl
- Schalensitze mit eingeprägtem RS4-Schriftzug
- Motorstartknopf in der Mittelkonsole

Äußerlich sieht man ebenfalls Änderungen, unter anderem:
- verbreiterte Radhäuser
- geänderte Stoßfänger
- Doppelsteg-Außenspiegel in Aluminiumglanz
- ovale Auspuffendrohre

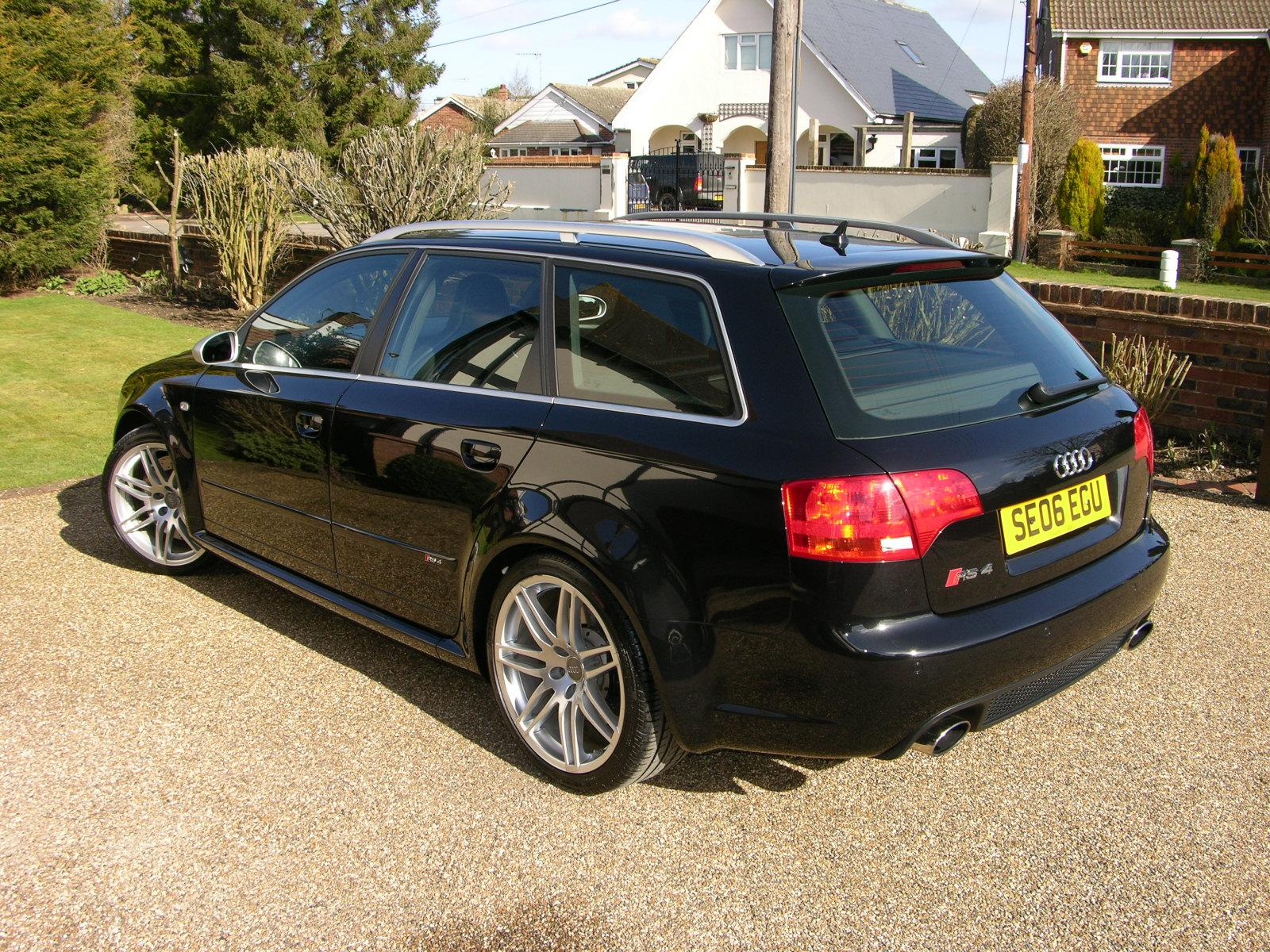
Audi RS4 Avant (2006–2009)
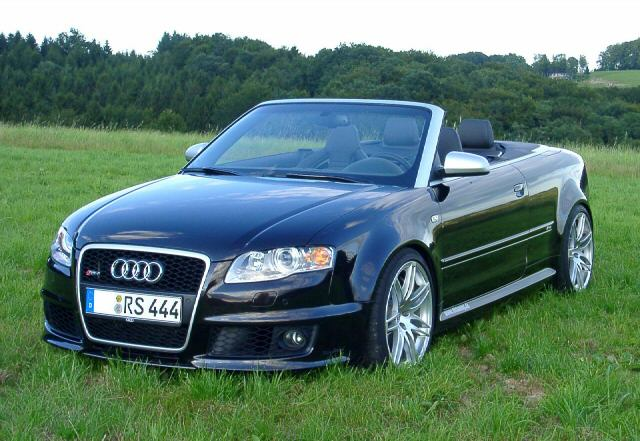
Audi RS4 Cabriolet (2006–2009)
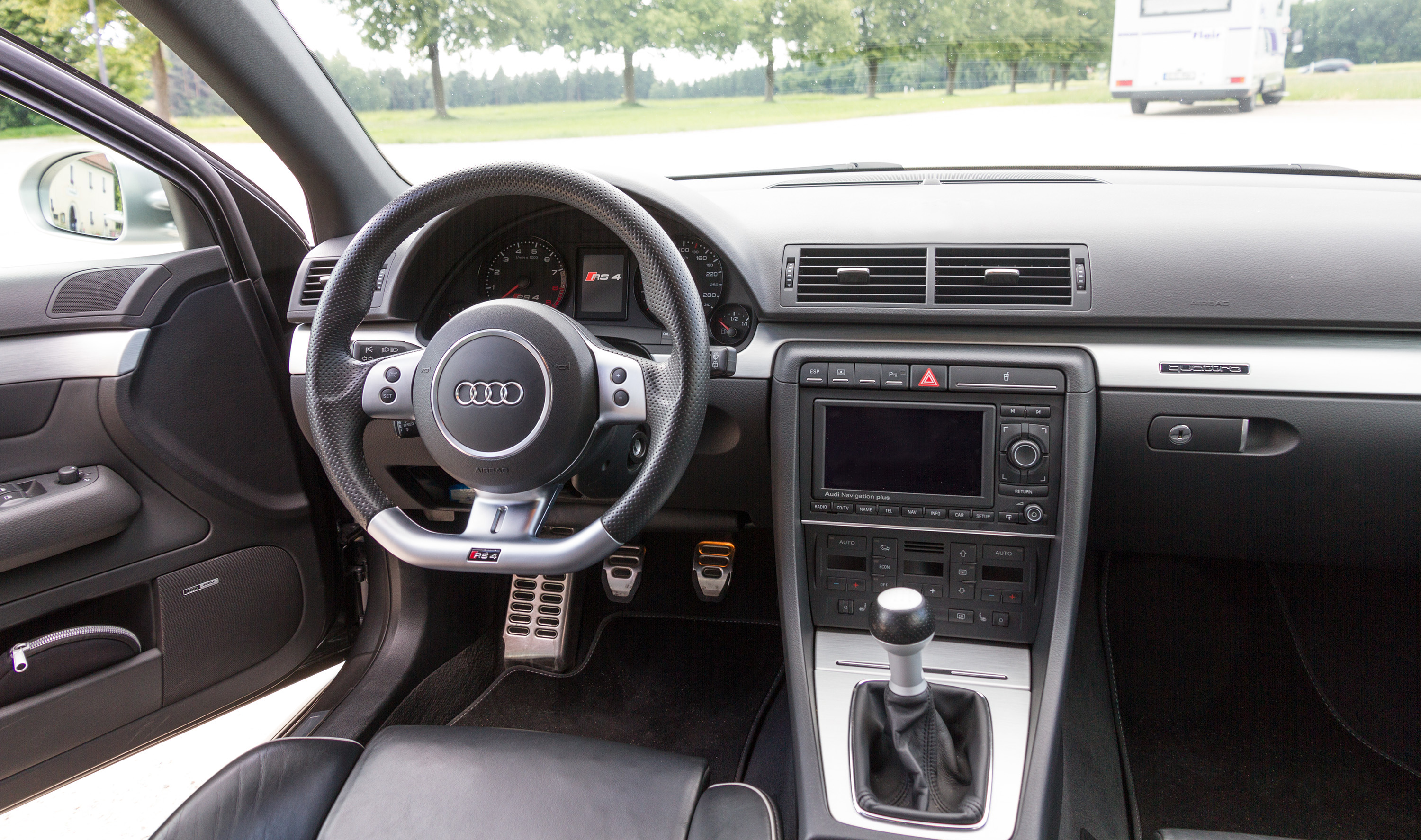
Innenraum

### Style-Pakete
Ab August 2007 konnte die RS4 Limousine und der Avant durch zwei neue Stylepakete ergänzt werden. Das Stylepaket Black umfasste die Wagenfarbe Phantomschwarz Perleffekt sowie Schalensitze, deren Rückseiten in Wagenfarbe lackiert sind wie auch die Dekoreinlagen im Innenraum. Ebenso sind Ziernähte der Lederausstattung in grau gehalten und der Kühlergrillrahmen schwarz lackiert. Für das Stylepaket White (Wagenfarbe Gletscherweiß Perleffekt) sind diese Komponenten in weiß ausgeführt.
Bei beiden Paketen sind die Außenspiegel und 19-Zoll-Rädern glänzend ausgeführt; der Lenkradkranz, Schalthebelknauf und Handbremsgriff sind mit Wildleder überzogen. Optional ohne Aufpreis konnte das Sportfahrwerk plus (zusätzliche Tieferlegung um 10 mm) geordert werden, zugleich wurde die Höchstgeschwindigkeit erst bei 280 km/h elektronisch abgeregelt.

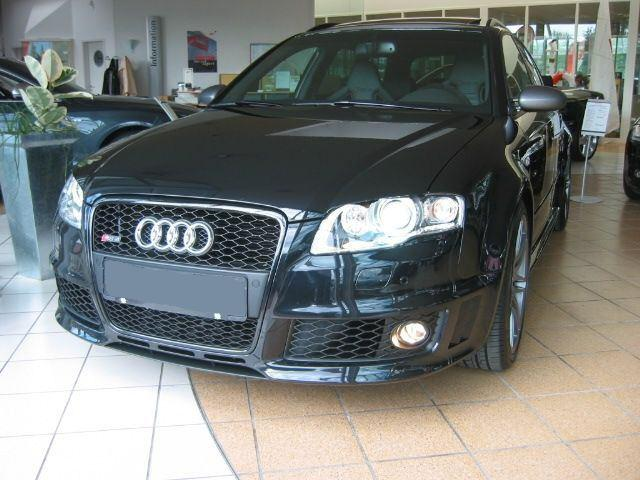
RS4 mit Stylepaket Black
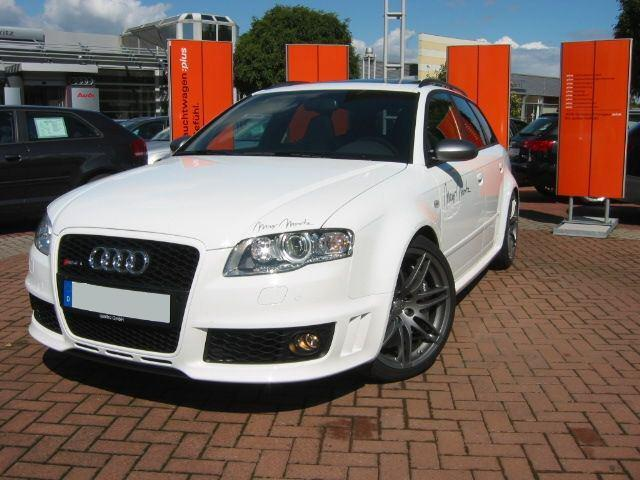
RS4 mit Stylepaket White

### Motor
Mit dem 4,2-l-V8-Motor betrat Audi bei seinen RS-Modellen erstmals den Weg der sogenannten „Hochdrehzahlmotoren“; die Höchstdrehzahl beträgt 8250 min−1. Frühere RS-Modelle waren bis zu diesem Zeitpunkt immer mit einem Turbolader ausgerüstet. Mit Hilfe einer Benzindirekteinspritzung (FSI), eines hohen Verdichtungsverhältnisses (12,5 : 1 bei Super plus) und Motorkomponenten mit geringer Reibung leistet der Achtzylinder 309 kW (420 PS) bei 7800 min−1 und gibt ein Drehmoment von 430 Nm bei 5500 min−1 ab (90 % davon stehen zwischen 2250 und 7600 min−1 zur Verfügung).

### Antrieb
Im Gegensatz zu seinem Vorgänger arbeitet der Allradantrieb (quattro) dieses RS4 auf griffiger Fahrbahn mit asymmetrischer Kraftverteilung im Verhältnis von 40 (Vorderachse) zu 60 (Hinterachse). Lieferbar war der RS4 nur mit einem manuell zu schaltenden Sechsgangschaltgetriebe.

### Fahrwerk
Wie der RS6 hat auch dieses Modell ein Fahrwerk mit Dynamic Ride Control (DRC), das die Wank- und Nickbewegungen des Fahrzeugs verringert.

### Technische Daten
| Technische Daten                           | Limousine                                 | Avant                                     | Cabriolet                                 |
| ------------------------------------------ | ----------------------------------------- | ----------------------------------------- | ----------------------------------------- |
| Motorart                                   | Ottomotor                                 | Ottomotor                                 | Ottomotor                                 |
| Motorbauart                                | Achtzylinder-V-Motor                      | Achtzylinder-V-Motor                      | Achtzylinder-V-Motor                      |
| Gemischaufbereitung                        | Benzindirekteinspritzung                  | Benzindirekteinspritzung                  | Benzindirekteinspritzung                  |
| Ventile pro Zylinder                       | 4                                         | 4                                         | 4                                         |
| Nockenwellen pro Zylinderbank              | je zwei oben liegende Nockenwellen (DOHC) | je zwei oben liegende Nockenwellen (DOHC) | je zwei oben liegende Nockenwellen (DOHC) |
| Hubraum                                    | 4163 cm³                                  | 4163 cm³                                  | 4163 cm³                                  |
| Bohrung × Hub                              | 84,5 mm × 92,8 mm                         | 84,5 mm × 92,8 mm                         | 84,5 mm × 92,8 mm                         |
| Verdichtung                                | 12,5 : 1                                  | 12,5 : 1                                  | 12,5 : 1                                  |
| Max. Leistung bei min−1                    | 309 kW (420 PS) bei 7800                  | 309 kW (420 PS) bei 7800                  | 309 kW (420 PS) bei 7800                  |
| Max. Drehmoment bei min−1                  | 430 Nm bei 5500                           | 430 Nm bei 5500                           | 430 Nm bei 5500                           |
| 0–100 km/h                                 | 4,8 s                                     | 4,9 s                                     | 4,9 s                                     |
| 0–200 km/h                                 | 16,6 s                                    | 16,9 s                                    | 17,5 s                                    |
| Kraftstoffverbrauch auf 100 km, kombiniert | 13,7 l Super Plus                         | 13,6 l Super Plus                         | 13,9 l Super Plus                         |
| CO2-Emission, kombiniert                   | 329 g/km                                  | 326 g/km                                  | 324 g/km                                  |
| Abgasnorm nach EU-Klassifikation           | Euro 4                                    | Euro 4                                    | Euro 4                                    |
| Höchstgeschwindigkeit                      | 250 (1)                                   | 250 (1)                                   | 250 (1)                                   |
| Leergewicht                                | 1650 kg                                   | 1710 kg                                   | 1845 kg                                   |

Quelle: 

## RS4 B8 (2012–2015)

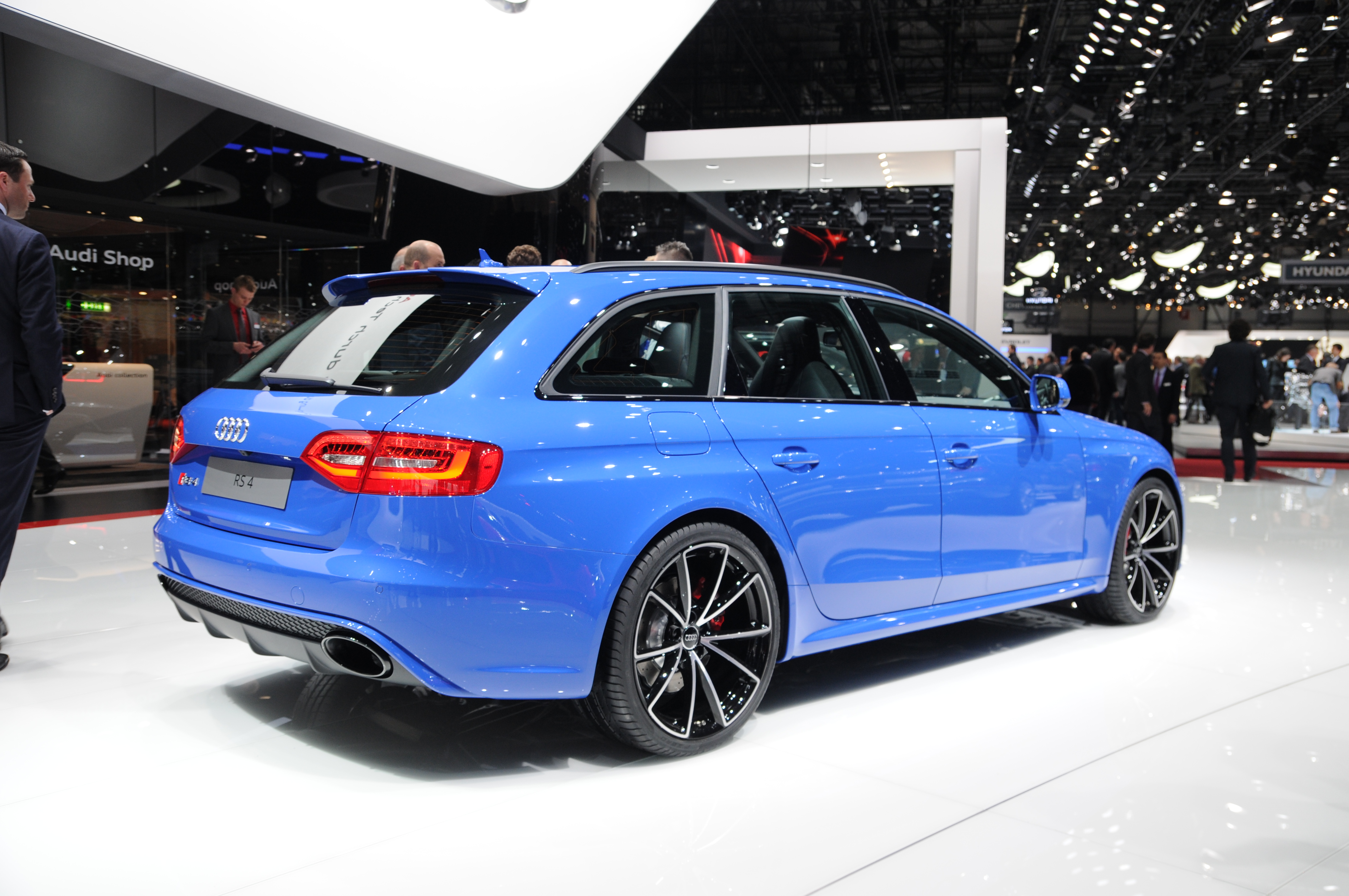
Heckansicht

Im Februar 2012 präsentierte Audi auf dem Genfer Auto-Salon die dritte RS4-Generation. Dieses Modell basiert auf dem A4 B8 und wurde wie sein Vorgänger mit einem 4,2-l-V8-Hochdrehzahlmotor ausgerüstet. Die Auslieferung des nur als Kombi erhältlichen RS4 Avant begann im Herbst 2012. Der Einführungspreis startete bei 76.600 Euro.

### Ausstattung
Wie die bisherigen RS4-Modelle unterscheidet sich auch dieses Modell optisch vom serienmäßigen Audi A4. Neben verbreiterten Kotflügeln, Außenspiegeln in Aluminiumoptik und ovalen Abgasendrohren besitzt der RS4 geänderte Stoßstangen, u. a. mit vergrößerten Lufteinlässen an der Front und einem Diffusor am Fahrzeugheck. Serienmäßig gegenüber dem normalen A4 ist beim RS4 u. a. das Xenonlicht mit LED-Tagfahrlicht und -Heckleuchten sowie eine 19-Zoll-Bereifung.
Neben Aluminiumpedalen und verschiedenen RS4-Schriftzüge im Innenraum wird die serienmäßige Innenraumausstattung durch Alcantara/Leder-Sportsitze aufgewertet.

### Motor und Antrieb
Der V8-Hochdrehzahlmotor mit 4,2 Liter Hubraum basiert auf dem des Vorgängermodells B7, wurde jedoch überarbeitet und leistet nun 331 kW (450 PS) bei 8250 min−1. Das maximale Drehmoment von 430 Nm blieb unverändert, steht jedoch über den Drehzahlbereich von 4000 bis 6000 min−1 zur Verfügung. Der gleiche Motor wird bereits seit 2010 im Coupé Audi RS5 angeboten.
Entgegen den Vorgängermodellen mit 6-Gang-Handschaltgetrieben wird beim RS4 B8 serienmäßig das 7-Gang-Doppelkupplungsgetriebe S tronic eingesetzt. Wie beim Audi RS5 kommt der permanente Allradantrieb quattro mit Kronenraddifferenzial als Mittendifferenzial, an Stelle des bisherigen Torsendifferenzials, zum Einsatz. Neben einer verzögerungsfreien Verteilung der Antriebsmomente und leichteren Bauweise können mit dem neuen Differenzial maximal 70 % der Antriebsmomente nach vorn bzw. 85 % nach hinten geleitet werden.

### Technische Daten
|                                            | Avant                |
| ------------------------------------------ | -------------------- |
| Bestellzeitraum                            | 06/2012–06/2015      |
| Motorart                                   | Ottomotor            |
| Motorbauart                                | V-Bauart             |
| Gemischaufbereitung                        | Direkteinspritzung   |
| Hubraum                                    | 4163 cm³             |
| Zylinder/Ventile                           | 8/32                 |
| max. Leistung bei min−1                    | 331 kW (450 PS)/8250 |
| max. Drehmoment bei min−1                  | 430 Nm bei 4000–6000 |
| Antriebsart, serienmäßig                   | Allradantrieb        |
| Getriebeart, serienmäßig                   | 7-Gang-S tronic      |
| Leergewicht                                | 1870 kg              |
| maximale Zuladung                          | 570 kg               |
| Beschleunigung, 0–100 km/h                 | 4,7 s                |
| Beschleunigung, 0–200 km/h                 | 16,1 s               |
| Höchstgeschwindigkeit                      | 250 km/h (1)         |
| Höchstgeschwindigkeit                      | 280 km/h (1) (2)     |
| Kraftstoffverbrauch auf 100 km, kombiniert | 10,7 l Super Plus    |
| CO2-Emission, kombiniert                   | 249 g/km             |
| Abgasnorm nach EU-Klassifikation           | Euro 5               |

## RS4 B9 (2017–2024)

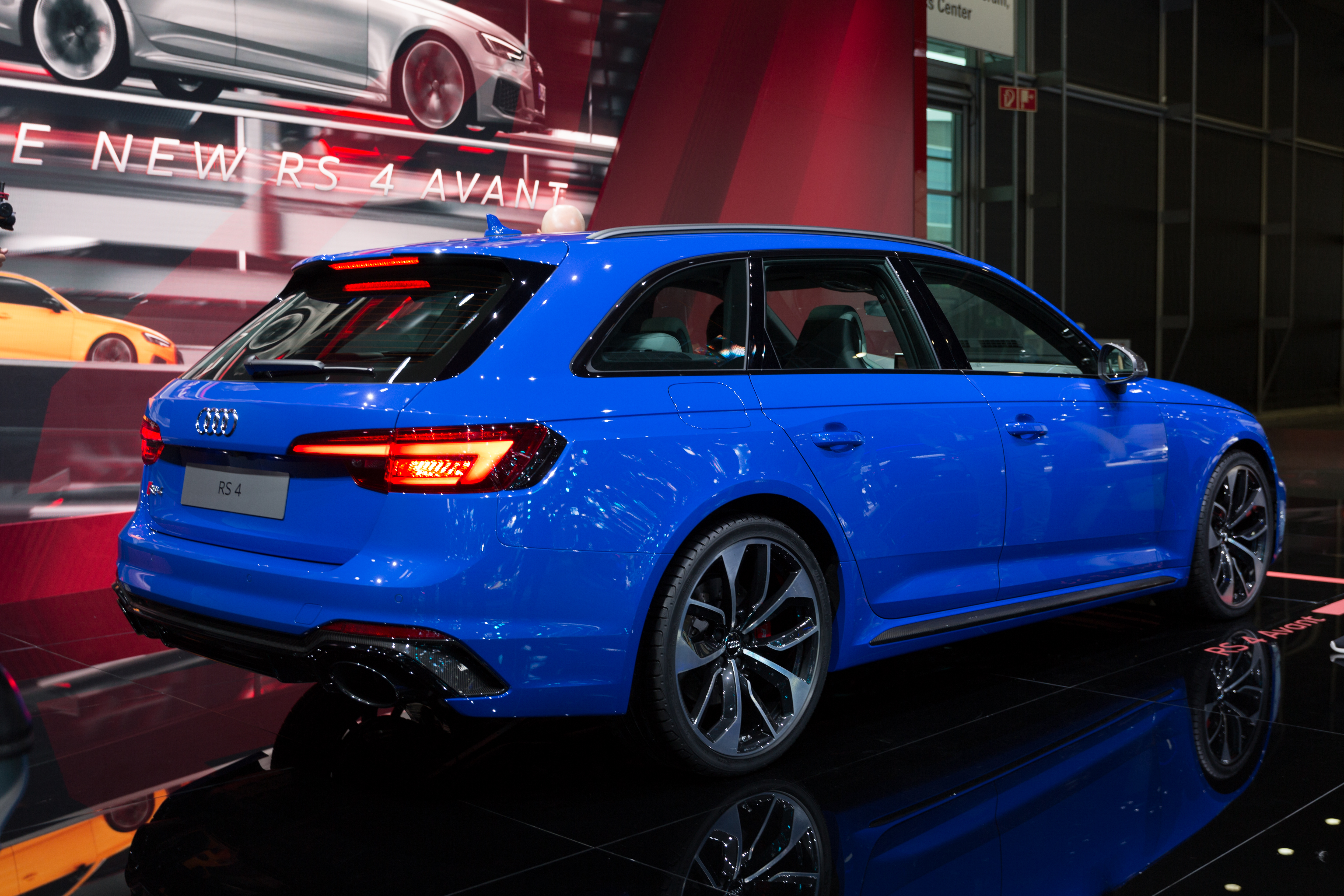
Heckansicht

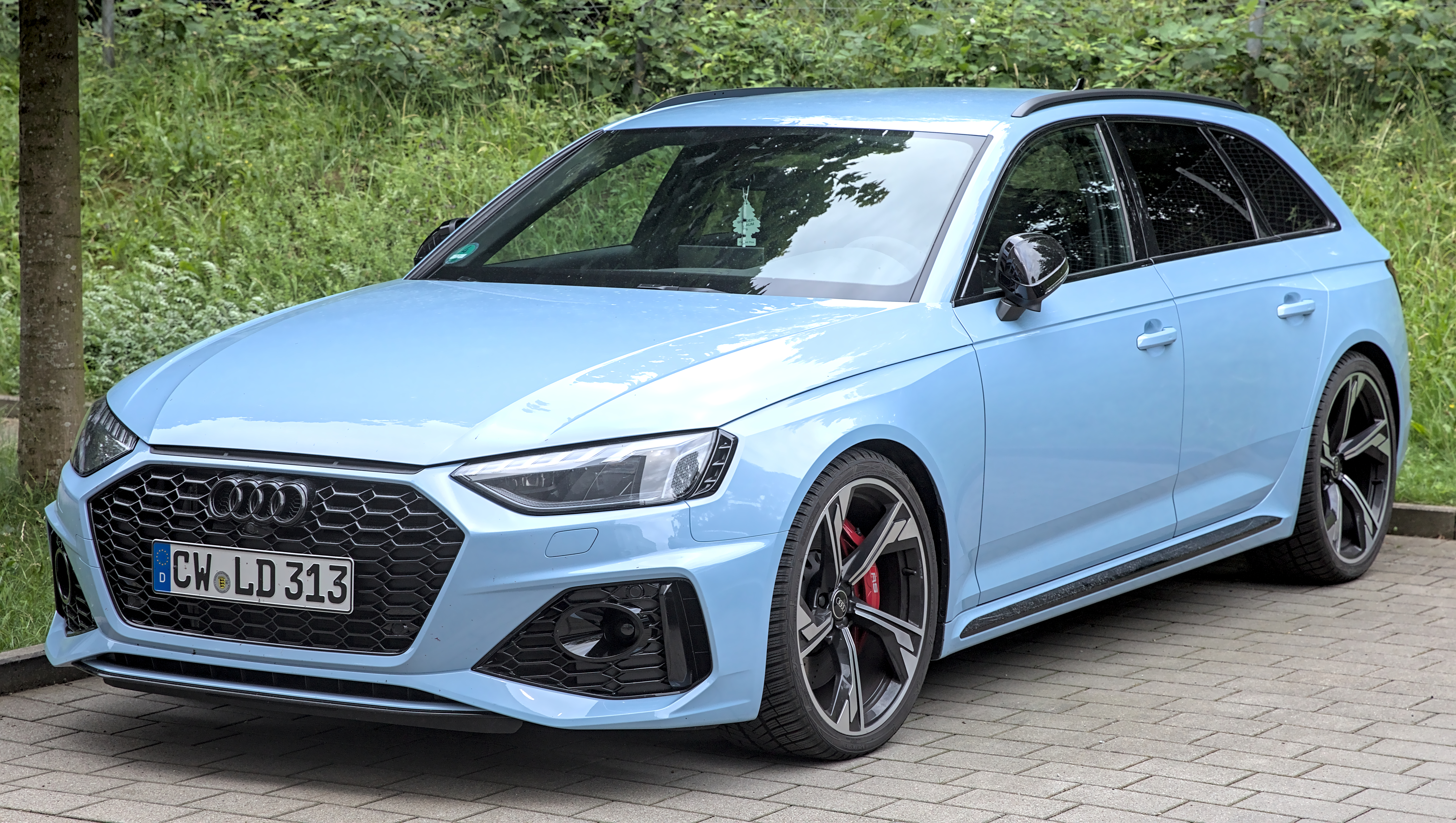
Audi RS4 Avant (Facelift)

Der RS4 der vierten Generation basiert auf dem A4 B9 und wurde als Avant auf der Internationalen Automobil-Ausstellung im September 2017 in Frankfurt am Main vorgestellt. Ausgeliefert wurden die ersten Fahrzeuge ab Anfang 2018 zu einem Grundpreis von 79.800 Euro. Erstmals war der RS4 auch in China erhältlich.

### Technische Daten
Den Antrieb im neuen RS4 Avant übernimmt wie im RS5 ein V6-Biturbo-Ottomotor, der auch schon im Porsche Panamera der zweiten Generation zum Einsatz kommt. Der Motor entwickelt dieselbe Leistung wie im Vorgängermodell. Auf 100 km/h beschleunigt das Fahrzeug in 4,1 Sekunden, mit dem optionalen Competition-Paket in 3,9 Sekunden. Im auf 250 Exemplare limitierten Sondermodell Edition 25 Years, das im Mai 2024 anlässlich des 25-jährigen Bestehens der Baureihe vorgestellt wurde, beträgt die maximale Leistung 346 kW (470 PS).
|                                            | Avant                     | Avant                     | Avant                     | Avant                     | Avant Edition 25 Years    |
| ------------------------------------------ | ------------------------- | ------------------------- | ------------------------- | ------------------------- | ------------------------- |
| Bauzeitraum                                | 09/2017–06/2018           | 02/2019–12/2020           | 01/2021–11/2023           | 11/2023–07/2024           | 06/2024–07/2024           |
| Motorbaureihe                              | VW EA839                  | VW EA839                  | VW EA839                  | VW EA839                  | VW EA839                  |
| Motorart                                   | Ottomotor                 | Ottomotor                 | Ottomotor                 | Ottomotor                 | Ottomotor                 |
| Motorbauart                                | V-Bauart                  | V-Bauart                  | V-Bauart                  | V-Bauart                  | V-Bauart                  |
| Motoraufladung                             | Biturbo                   | Biturbo                   | Biturbo                   | Biturbo                   | Biturbo                   |
| Gemischaufbereitung                        | Direkteinspritzung        | Direkteinspritzung        | Direkteinspritzung        | Direkteinspritzung        | Direkteinspritzung        |
| Hubraum                                    | 2894 cm³                  | 2894 cm³                  | 2894 cm³                  | 2894 cm³                  | 2894 cm³                  |
| Zylinder/Ventile                           | 6/24                      | 6/24                      | 6/24                      | 6/24                      | 6/24                      |
| maximale Leistung bei min−1                | 331 kW (450 PS)/5700–6700 | 331 kW (450 PS)/5700–6700 | 331 kW (450 PS)/5700–6700 | 331 kW (450 PS)/5700–6700 | 346 kW (470 PS)/5900–6500 |
| maximales Drehmoment bei min−1             | 600 Nm/1900–5000          | 600 Nm/1900–5000          | 600 Nm/2000–5000          | 600 Nm/2000–5000          | 600 Nm/2000–5000          |
| Antriebsart, serienmäßig                   | Allradantrieb             | Allradantrieb             | Allradantrieb             | Allradantrieb             | Allradantrieb             |
| Getriebeart, serienmäßig                   | 8-Gang-tiptronic          | 8-Gang-tiptronic          | 8-Gang-tiptronic          | 8-Gang-tiptronic          | 8-Gang-tiptronic          |
| Leergewicht                                | 1790 kg                   | 1830 kg                   | 1820 kg                   | 1820 kg                   | 1820 kg                   |
| maximale Zuladung                          |                           | 520 kg                    | 530 kg                    | 530 kg                    | 530 kg                    |
| Höchstgeschwindigkeit                      | 250 km/h (1)              | 250 km/h (1)              | 250 km/h (1)              | 250 km/h (1)              | 300 km/h                  |
| Höchstgeschwindigkeit                      | 280 km/h (1) (2)          | 280 km/h (1) (2)          | 280 km/h (1) (2)          | 280 km/h (1) (2)          | —                         |
| Höchstgeschwindigkeit                      | —                         | —                         | 290 km/h (1) (2) (3)      | 290 km/h (1) (2) (3)      | —                         |
| Beschleunigung, 0–100 km/h                 | 4,1 s                     | 4,1 s                     | 4,1 s                     | 4,1 s                     | 3,7 s                     |
| Beschleunigung, 0–100 km/h                 | —                         | —                         | 3,9 s (3)                 | 3,9 s (3)                 | —                         |
| Kraftstoffverbrauch auf 100 km, kombiniert | 8,8 l Super Plus          | 9,2 l Super Plus          | 8,8 l Super Plus          | 9,6–10,1 l Super Plus     | 9,9 l Super Plus          |
| CO2-Emission, kombiniert                   | 199 g/km                  | 208 g/km                  | 201 g/km                  | 217–229 g/km              | 224–225 g/km              |
| Abgasnorm nach EU-Klassifikation           | Euro 6                    | Euro 6d-TEMP-EVAP-ISC     | Euro 6d-ISC-FCM           | Euro 6e                   | Euro 6e                   |
| Basispreis                                 | 79.800 €                  | 80.700 €                  | 83.000 €                  | 87.500 €                  | 142.905 €                 |